# Flare (faldskærmsudspring)
 For alternative betydninger, se Flare. (Se også artikler, som begynder med Flare)
Flare er et fagudtryk benyttet i forbindelse med faldskærmsudspring. Lige før springet afsluttes er det afgørende at forberede en god landing. Dette gøres ved at foretage en opbremsning af farten både fremad og nedad mod jorden, hvorved en blød landing kan opnås. Selve opbremsningen foregår ved at man flarer, det vil sige at faldskærmens styrehåndtag føres roligt i bund når man er 3-5 meter over jorden.